# Zala (historisch comitaat)
Het comitaat Zala was een historisch comitaat in het westen van het koninkrijk Hongarije. Dit comitaat bestond vanaf de 11e eeuw tot 1950 in zijn historische context. Het zuidwestelijke deel bij de Mur en de Drava hoort vanaf 1920 bij Kroatië en Slovenië (het toenmalige Koninkrijk der Serven, Kroaten en Slovenen, vanaf 1929 het koninkrijk Joegoslavië).
Tegenwoordig is het deels onderdeel van het gaspanschap Međimurje in Kroatië en het grootste deel van de Sloveense Mark bij Prekmurje in Slovenië.

## Ligging

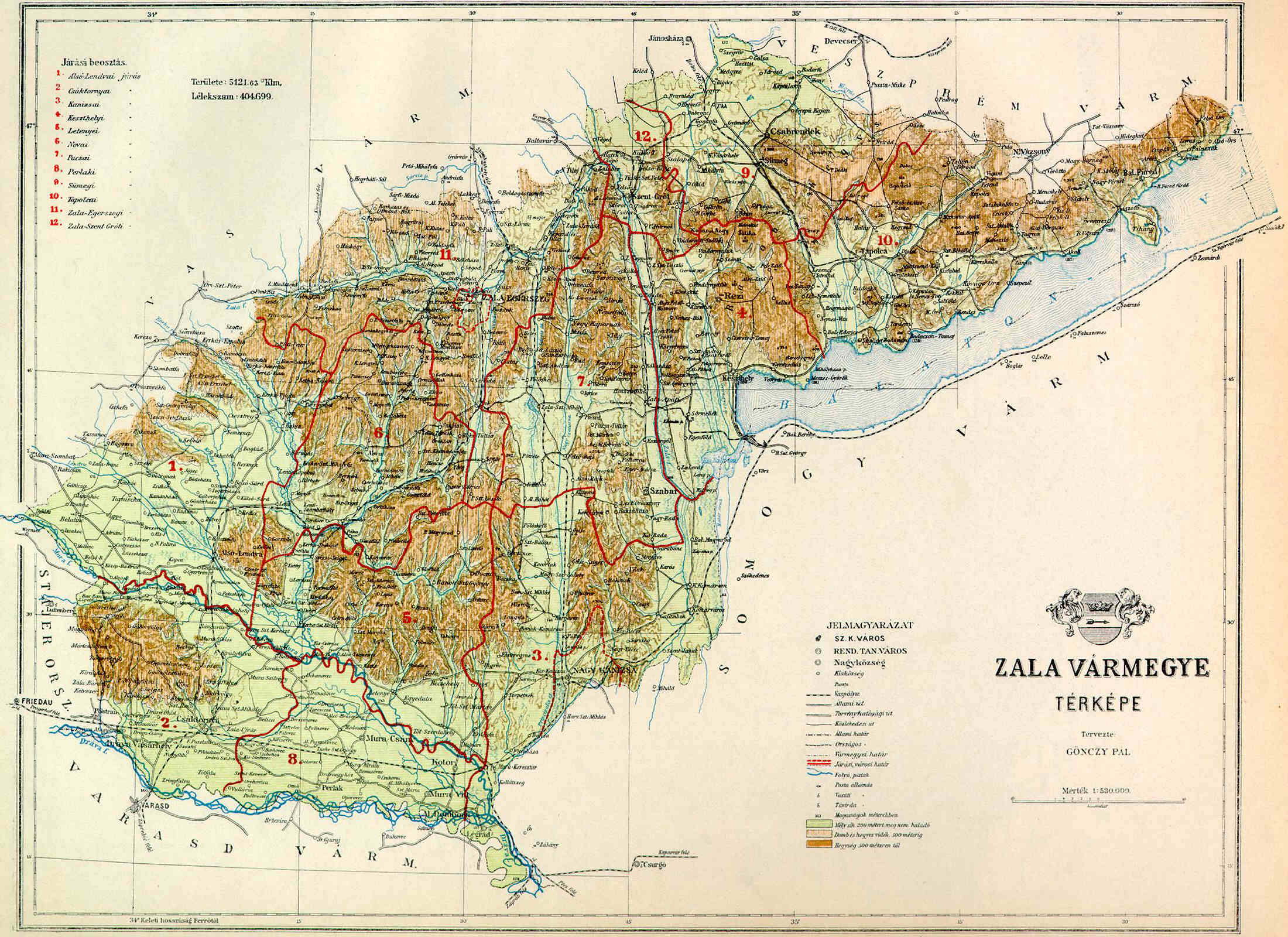
Kaart van het Comitaat Zala in 1890

Het comitaat grensde aan de comitaten Vas, Somogy, Veszprém, het Oostenrijkse hertogdom Stiermarken en het voormalige Kroatische comitaat Warasdin / Varasd. Het Balatonmeer was de natuurlijke grens in het oosten. De rivieren Zala (rivier) en Mur (rivier) stroomden door het gebied. Het had enigszins een vlak en anderszins een heuvellachtig landschap.

## Districten
| Stoeldistrict | Hoofdplaats                      |
| ------------- | -------------------------------- |
| Alsólendva,   | Alsólendva , het huidige Lendava |
| Balatonfüred  | Balatonfüred                     |
| Csáktornya    | Csáktornya , het huidige Čakovec |
| Keszthely     | Keszthely                        |
| Letenye       | Letenye                          |
| Nagykanizsa   | Nagykanizsa                      |
| Nova          | Nova (Hongarije)                 |
| Pacsa         | Pacsa                            |
| Perlak        | Perlak, het huidige Prelog       |
| Sümeg         | Sümeg                            |
| Tapolca       | Tapolca                          |
| Zalaegerszeg  | Zalaegerszeg                     |
| Zalaszentgrót | Zalaszentgrót                    |
| Stadsdistrict |                                  |
| Zalaegerszeg  | Zalaegerszeg                     |
| Nagykanizsa   | Nagykanizsa                      |

Alle districten liggen tegenwoordig nog steeds in het comitaat Zala, op het deelgebied Alsólendva /Lendava na met als hoofdstad Lendava in Slovenië , dit maakt namelijk deel uit van Prekmurje en de in het huidige Kroatië gelegen deelgebieden Csáktornya en Perlak , met als hoofdsteden Čakovec en Prelog, beiden gelegen in de Međimurje.